# La tierra de Alvargonzález
La tierra de Alvargonzález es el título de un largo poema en forma romanceada, obra de Antonio Machado. Aparecido por primera vez en 1912, dentro del poemario Campos de Castilla, fue revisado por el autor y publicado en un cuadernillo independiente en 1933, editado en Madrid por el impresor malagueño Manuel Altolaguirre, y con un dibujo del escenógrafo Santiago Ontañón ilustrando su cubierta. El cuadernillo, a modo de libreto teatral de 15,5 x 21 cm, tenía 16 páginas; y en la contracubierta se leía en letras mayúsculas este aviso «Homenaje del teatro universitario La Barraca, al gran poeta español don Antonio Machado». El poema, a modo de monólogo dramatizado, formaba parte del repertorio de ese grupo de teatro itinerante, y se distribuía entre el público al finalizar las representaciones de la obra. Quedan ejemplos de cuadernillos impresos en diferentes colores (verde, amarillo, rosa, azul).

## Origen y versiones
La tierra de Alvargonzález, un largo romance escrito en 712 versos —cuya versión definitiva puede considerarse la aparecida en las Poesías Completas de 1917—, fue una de las piezas poéticas más ambiciosas y de dilatada gestación de Antonio Machado.

Me pareció el romance la suprema expresión de la poesía y quise escribir un nuevo Romancero. A este propósito responde La tierra de Alvargonzález. Muy lejos estaba yo de pretender resucitar el género en su sentido tradicional (...), pero mis romances no emanan de las heroicas gestas, sino del pueblo que las compuso y de la tierra donde se contaron; mis romances miran a lo elemental humano, al campo de castilla.
 Antonio Machado

Informa Gibson en su documentado estudio biográfico sobre Machado, que el poeta, aficionado a una revisión y constante reescritura de sus poemas debió escribir numerosas páginas, de las que apenas se conservan unas quince manuscritas en el archivo de Burgos (que aunque no están datadas, Gibson y otros críticos creen que serían escritas en el otoño de 1910). También se conserva una copia manuscrita de la versión que se publicó en La Lectura en abril de 1912, curiosamente subtitulada "Romance de ciego". Dichos manuscritos o borradores muestran algunos aspectos interesantes de la construcción del largo poema, como la duda entre versos alejandrinos u octosílabos (métrica más romancera que acabó por imponerse en el conjunto de la obra).

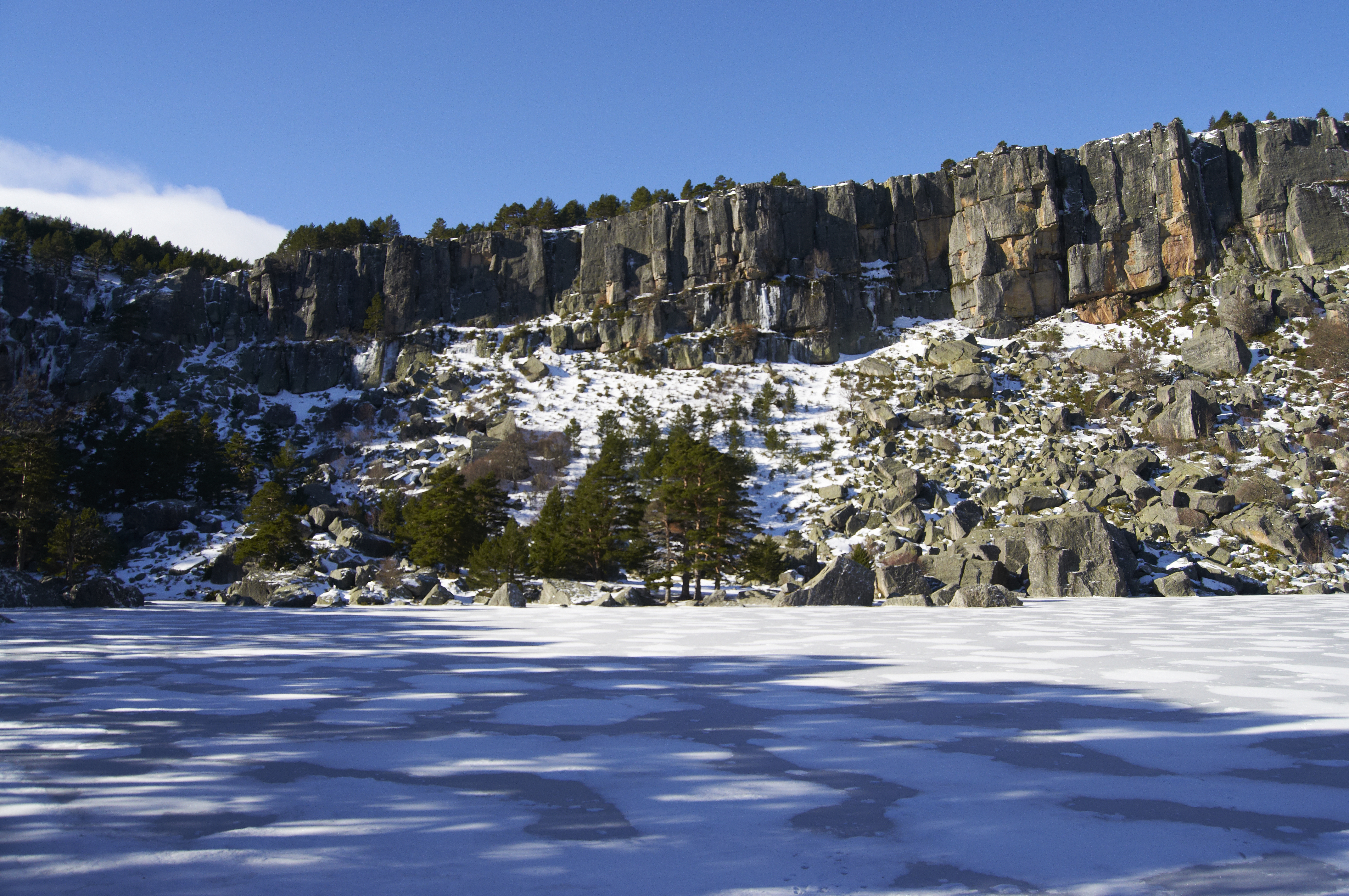
Vista parcial de la Laguna Negra en Picos de Urbión.

En cuanto al origen de la historia, el propio poeta habla en varias ocasiones de la excursión a las fuentes del Duero con algunos amigos de su círculo soriano, en septiembre de 1910. Según Machado fabula en la versión en prosa del romance, la leyenda de Alvargonzález le fue descubierta por un campesino, el transcurso del viaje en caballerías ente Cidones y Vinuesa: “Por aquel sendero —me dijo el campesino, señalando a la diestra—, se va a las tierras de Alvargonzález; campos malditos hoy; los mejores, antaño, de esta comarca”. Todos los estudios coinciden, con ligeras variaciones localistas, en situar la historia (en realidad un conjunto de varios crímenes escabrosos) entre las inmediaciones de la Laguna Negra de Urbión y los pueblos de Duruelo y Covaleda.

### Un cuento-leyenda
Asimismo, el romance de La tierra de Alvargonzález fue adaptado por Machado como cuento-leyenda, y publicado en París en enero de 1912, en el número 9 de Mundial Magazine, la revista de Rubén Darío, con varias ilustraciones firmadas por Daniel Vázquez Díaz.

## Adaptaciones dramáticas
Además de la mencionada versión de La Barraca, en clave melodramática y vocación de cómicos de la legua, el romance, tanto en su versión en verso como en la adaptación en prosa, ha sido objeto de muy diversas adaptaciones dramáticas a lo largo de la segunda mitad del siglo xx y primeros años del xxi. Puede citarse como referencia la versión de Jeannine Mestre para el Centro Dramático Nacional, representada en el Teatro María Guerrero de Madrid, en la temporada 2008-2009.